# Charophyta

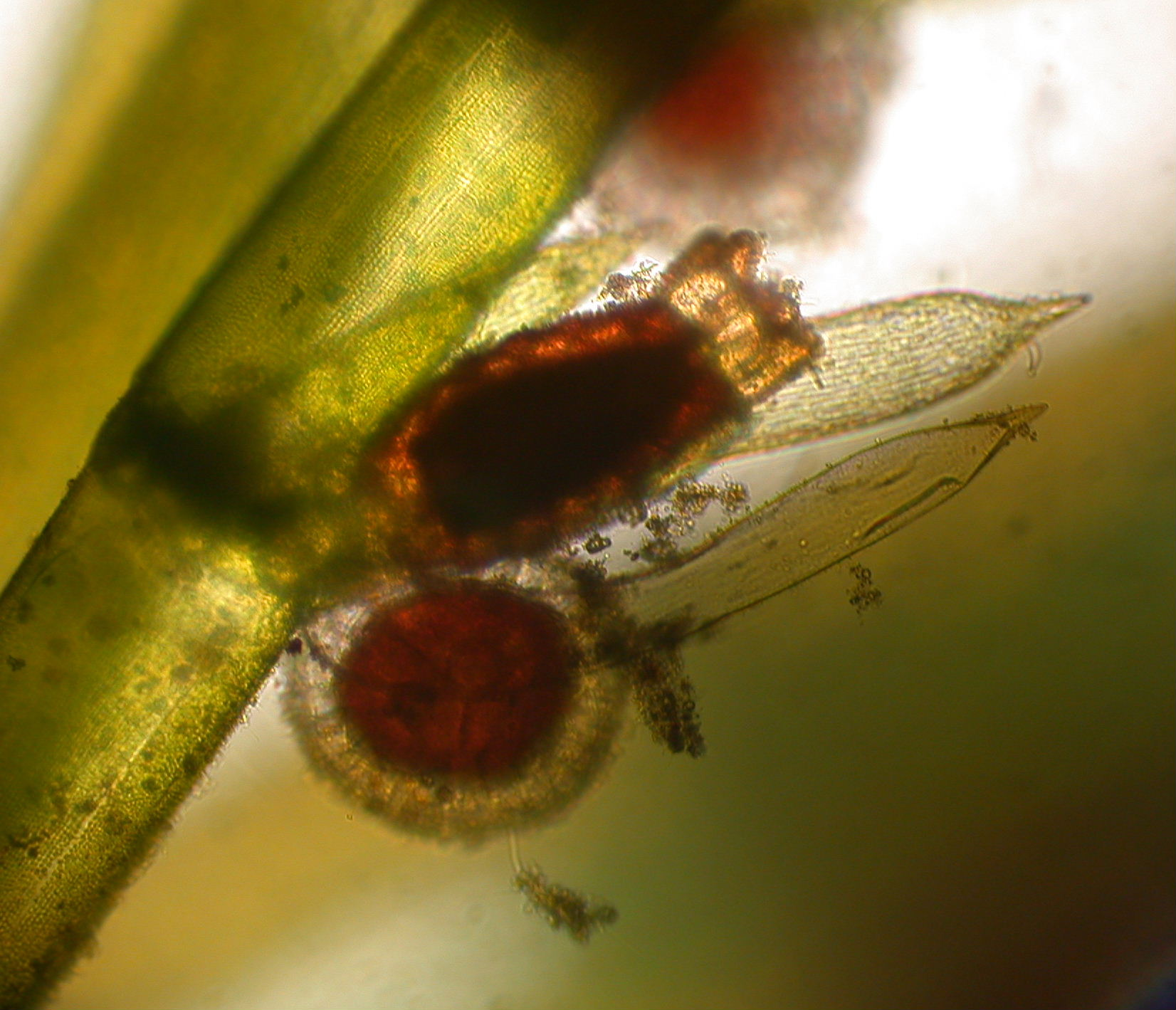
Estruturas reprodutivas de Chara sp.

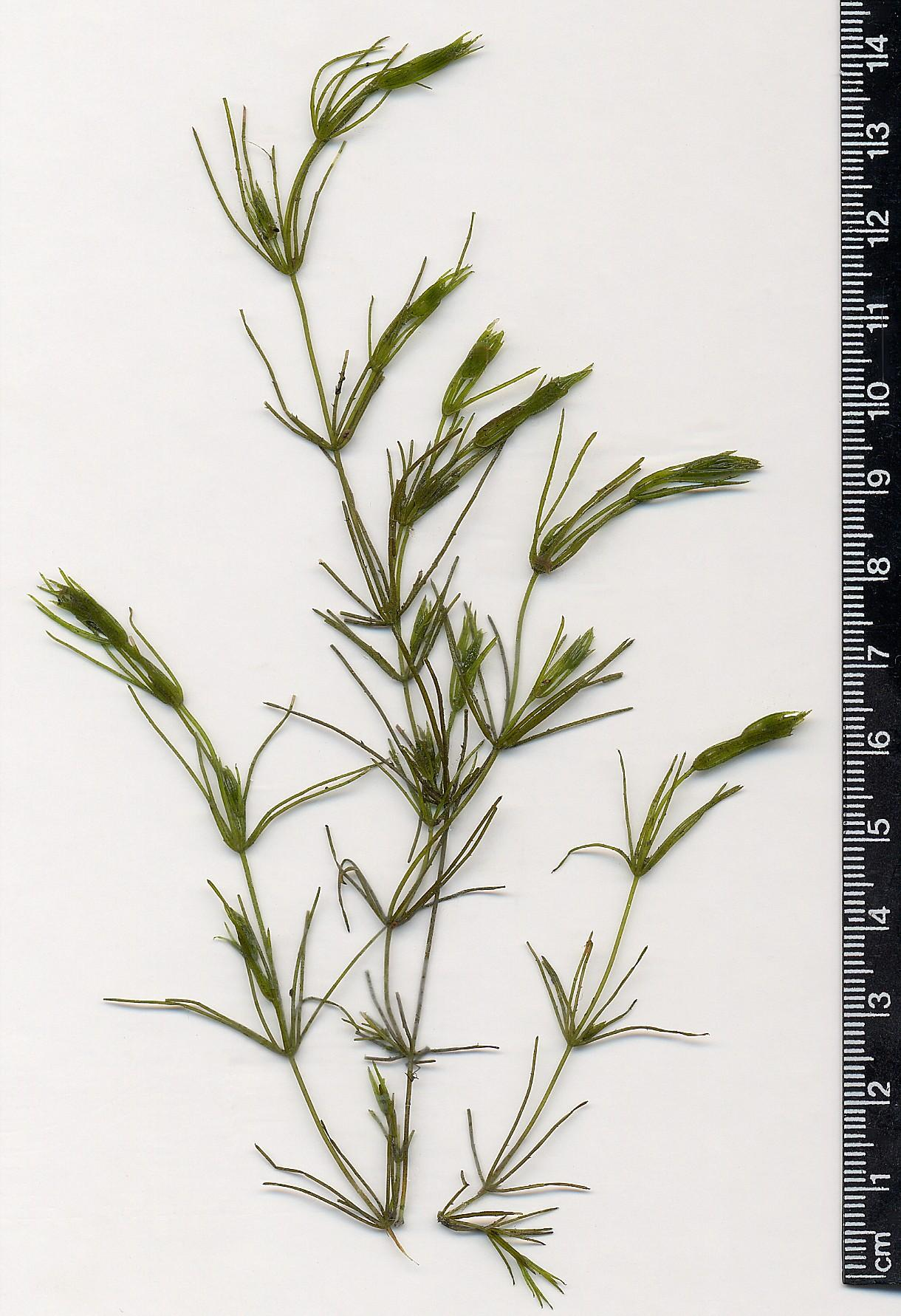
Chara globularis.

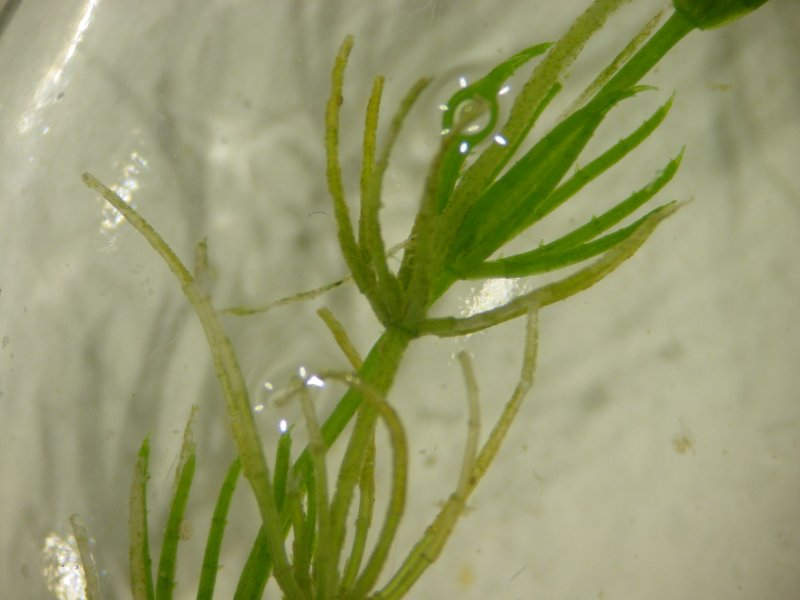
Chara globularis.

Charophyta é um agrupamento parafilético de organismos eucariotas foto-autotróficos de água doce, do grupo das algas verdes, que inclui os taxa filogeneticamente mais próximos das plantas terrestres (as Embryophyta). O agrupamento inclui uma grande diversidade de organismos, entre as quais as algas ramosas (Charophyceae), as algas conjugadas (Zygnematophyceae) e alguns géneros muito isolados. A circunscrição taxonómica do grupo é ocasionalmente restringida às Charales, que são monofiléticas. O agrupamento Charophyta é frequentemente designado por algas carófitas. Com distribuição cosmopolita nas regiões intertropicais e temperadas, os membros deste agrupamento são frequentemente encontrados em águas duras, com elevados teores de carbonatos de cálcio ou magnésio em solução. Toleram baixas concentrações de cloreto de sódio (sal), razão pela qual ocorrem em algumas regiões mais internas do Mar Báltico e em lagunas de águas salobras dos trópicos, mas nunca em ambientes marinhos. Preferem águas paradas ou que fluam lentamente, oligotróficas ou mesotróficas, e com pouca poluição devida a descargas de águas residuais (esgotos).

## Descrição
O agrupamento Charophyta, quando circunscrito ao grupo das algas verdes de água doce, é por vezes tratado ao nível taxonómico de divisão, mas também é frequente ser considerado uma superdivisão.
As plantas terrestres, as Embryophyta, emergiram no seio das Charophyta, possivelmente com a classe Zygnematophyceae como um grupo irmão. As Embryophyta provavelmente tiveram origem numa linhagem de carófitas unicelulares terrestres.
Com a inclusão cladística das Embryophyta, o agrupamento Charophyta passa a ser um sinónimo taxonómico de Streptophyta, adquirindo um carácter monofilético. O grupo irmão das Charophytes são as Chlorophyta.
Em alguns grupos de carófitas, tal como as Zygnematophyceae ou algas verdes conjugantes, os flagelos estão ausentes e a reprodução sexual não envolve esperma flagelado de natação livre. O esperma flagelado está, contudo, presente nas Charales e nas Coleochaetales, ordens de carófitas parenquimatosas que cosntituem os parentes mais próximos extantes das plantas terrestres, nas quais o esperma flagelado está também presente em todos os grupos, com excepção das coníveras e plantas com flor. Fósseis de Charales datados do Devoniano, similares às espécies extantes daquele grupo, foram descritas do registo fóssil dos chertes de Rhynie da Escócia.

### Características gerais
As Charophyta são uma divisão das algas verdes que inclui várias classes ou ordens consideradas filogeticamente separadas dos restantes grupos de espécies que aparentemente estão mais próximas das Chlorophyta (consideradas por alguns autores Prasinophyta ou Prasinophyceae).
Os membros deste grupo são espécies de organismos multicelulares, foto-autotróficos, que utilizam as  clorofilas a e b, sendo como pigmentos caroteno e xantofilas. Armazenam amido. A parede celular contém celulose e, na maioria dos casos, também carbonato de cálcio. A coloração varia entre o verde e o castanho.
Quando estão presentes células com capazes dotadas de motilidade por natação, apresentam dois flagelos,  assimetricamente inseridos e com duas tipologias diferentes. Localizado na base flagelo está uma estrutura especial (estrutura multi-camadas, em geral designada por multi layered structure ou MLS) que une os pontos de fixação do microtúbulos às peças do citoesqueleto.
Os plastídeos apresentam tilacoides empilhados e estão rodeados por duas membranas sem um retículo endoplasmático periplastidário. Nos plastos são armazenados amidos como reserva de hidratos de carbono.
Os membros deste agrupamento apresentam mitose do tipo aberto e fusos mitóticos persistentes. A divisão celular desenvolve-se através do ficoplastos, com alguns grupos a apresentarem também fragmoplastos na formação da parede celular.
Entre células adjacentes, existem ligações primárias através plasmodesmos filiformes que podem ser ramificados ou não ramificados.
Todos os membros do agrupamento Charophyta apresentam uma fase vegetativa não dotada de motilidade. Alguns grupos têm células polinucleares. A reprodução sexual é comum, mas pode estar ausente. As espécies sexuais apresentam uma alternância de gerações do tipo haplobionte.
Os membros deste agrupamento apresentam algumas enzimas que estão ausentes nos restantes grupos de algas verdes, entre as quais a presença oxidase do glicolato no peroxissoma e a produção de superóxido dismutase do tipo Cu/Zn.
Em alguns grupos, como é o caso das algas conjugadas (Zygnematophyceae), não há células flageladas, mesmo na reprodução sexual, em que a motilidade não inclui o uso de flagelos, que estão totalmente ausentes. As células flageladas, na forma de espérmios, encontram-se nas Charales e no grupo Coleochaetales.
As Zygnematophyceae, ou, como costumavam ser designadas, as Conjugatophyceae, geralmente apresentam dois cloroplastos bastante elaborados em cada célula, ao invés dos muitos cloroplastos discoides que frequentemente estão presentes nas células de algas pertencentes a outros agrupamentos. Estes organismos reproduzem-se assexuadamente pelo desenvolvimento de um septo entre as duas metades celulares ou semi-células (em formas unicelulares, cada célula filha desenvolve a outra semi-célula novamente) e sexualmente por conjugação, ou seja pela fusão de todo o conteúdo celular das duas células conjugadas. Os desmídeos do tipo sacoderma (Mesotaeniaceae) e do tipo placoderme (ou desmídeos verdadeiros), membros unicelulares ou filamentosos das Zygnematophyceae, são dominantes em águas ácidas não calcárias de lagos oligotróficos ou primitivos e pântanos, como no oeste da Escócia, Eire, partes do País de Gales e do Lake District de Inglaterra.
O Klebsormidium, o género tipo da família Klebsormidiophyceae, é uma forma filamentosa simples com cloroplastos circulares em forma de placa, reproduzindo-se por fragmentação, por separação dorsiventral, pela emissão de células reprodutivas biciliadas e, nalguns casos, por aplanosporos (um tipo de esporos sem motilidade, mas que ainda assim podem potencialmente desenvolver flagelos). A reprodução sexual é simples e isogâmica (os gâmetas são aparentemente idênticos, sem formas masculina e feminina distintas, pelo menos morfologicamente).
Os vários grupos incluídos no agrupamento Charophyta apresentam sistemas reprodutivos diversos e idiossincráticos, às vezes com órgãos reprodutivos complexos. O hábito, único entre as algas, de proteger o zigoto de invernagem dentro dos tecidos do gametófito parental é uma das várias características únicas das Coleochaetales que as indicia como um grupo irmão dos embriófitos.
As Charales, ou algas calcárias (em inglês: stoneworts, devido à incrustação por calcário que lhes dá consistência pétrea), são algas de água doce com finos talos verdes ou acinzentados, cuja coloração cinza de muitas espécies resulta da deposição de calcário nas paredes celulares, mascarando a cor verde da clorofila. As hastes principais são esguias e com ramificação ocasional. Os talos laterais ocorrem em verticilos espiralados inseridos a intervalos regulares ao longo do talo cauloide, estando este ligado por rizóides ao substrato. Os órgãos reprodutivos consistem em anterídios e oogónios, embora as estruturas desses órgãos sejam consideravelmente diferentes dos órgãos correspondentes em outras algas. Como resultado da fertilização, forma-se um protonema, a partir do qual a alga reprodutora sexual se desenvolve.
As Charophyceae são algas aquáticas obrigatórias que ocorrem submersas em águas doces ricas em carbonato de cálcio (aguas calcárias), com distribuição natural do tipo cosmopolita desde os trópicos às regiões de clima temperado. O grupo inclui 6 géneros reconhecidos:
- Chara;
- Lamprothamnium;
- Lychnothamnus;
- Nitella;
- Nitellopsis;
- Tolypella.

### Estrutura celular
As células das Charophyta apresentam numerosos cloroplastos discoides pequenos dispostos em torno da periferia das células. Não existem pirenoides. As grandes células internodais são algumas vezes multinucleadas e os seus núcleos geralmente possuem grandes nucléolos e escassa cromatina. Nestas células, o citoplasma forma apenas uma camada periférica com um grande vacúolo central. As paredes celulares são compostas de celulose, embora também possa haver uma camada superficial de um material mais gelatinoso de composição desconhecida.
O material de armazenamento é o amido, excepto no oosporo, onde estão também presentes lípidos. O amido também se acumula em estruturas de armazenamento especiais, designadas por bulbilhos, que consistem em células arredondadas de tamanho variável, que são desenvolvidas em aglomerados localizados nos nós da haste inferior e do rizoide. Estas estruturas de armazenamento desenvolvem-se principalmente quando as algas crescem em lama fina e viscosa.
O fluxo citoplasmático foi demonstrado pela primeira vez por Giovanni Battista Amici, em 1818, nas células gigantes dos internodos de Chara.

### Reprodução
Os órgãos reprodutores das Charales mostram um alto grau de especialização. O órgão feminino, denominado oogónio, é uma grande estrutura oval com um envelope de filamentos verdes e brilhantes de células dispostos em espiral. O órgão masculino, geralmente denominado anterídio, embora alguns investigadores o considerem como uma estrutura múltipla em vez de um único órgão, também é grande, de cor amarela ou vermelha brilhante e formato esférico.
Os órgãos sexuais são desenvolvidos em pares a partir da célula nodal adaxial nos nós superiores dos talos laterais primários, formando o oogónio acima do anterídio. Estas estruturas são suficientemente grandes para serem facilmente vistas a olho nu, especialmente o anterídio laranja ou vermelho brilhante. Muitas espécies são dioicas. Em outras, a monoicia é complexificada pelo desenvolvimento do anterídio antes da formação do oogónio, impedindo assim a fertilização pelos anterozoides da mesma alga. Neste caso, os dois tipos de órgãos sexuais geralmente surgem de diferentes pontos nos talos laterais.
A propagação vegetativa ocorre facilmente nas Charales. Os protonemas secundários podem desenvolver-se ainda mais rapidamente que os principais. Fragmentos de nodos, células dormentes de algas após a hibernação ou os nódulos basais de rizóides primários podem produzir estes protonemas secundários, a partir dos quais podem surgir novas algas capazes de reprodução sexual. É provavelmente este poder de propagação vegetativa que explica o aparecimento de espécies de Characeae formando densas esteiras clonais nos leitos de lagoas ou riachos, cobrindo áreas bastante extensas.

## Taxonomia e filogenia
As Charophyta são algas verdes complexas, que formam um grupo irmão das Chlorophyta, entre as quais se desenvolveu a linhagem que deu origem ao surgimento das Embryophyta. As clorófitas, as algas verdes carófitas e os embriófitos (ou plantas terrestres) formam um clado geralmente designado por plantas verdes (ou Viridiplantae), que é unido, entre outras características, pela ausência de ficobilinas, a presença de clorofila b e clorofila a, celulose na parede celular e o uso de amido como polissacarídeo de armazenado energético nos plastídeos. Como característica diferenciadora em relação às clorofíceas, os carófitos e embriófitos compartilham várias características, como a presença de certas enzimas (aldolase classe I), Cu/Zn superóxido dismutase, oxidase hidroxiácida (oxidase do glicolato), peroxidase flagelar, flagelos laterais (quando presentes) e, em muitas espécies, o uso de fragmoplastos na mitose. Em consequência, as Charophyta e Embryophyta juntas formam o clado Streptophyta, excluindo as Chlorophyta.
Fósseis de Charophyta, tais como da espécie Palaeonitella cranii e possivelmente da espécie Parka decipiens ainda não atribuída, estão presentes no registo fóssil do Devoniano. O género Palaeonitella, presente naquele registo, diferia pouco de algumas das Charales hoje extantes.

### Taxonomia
Este agrupamento parafilético foi inicialmente designado por Charophyceae (Mattox & Stewart 1984), ou informalmente carofíceas (Graham & Wilcox 2000) e Streptophycophytes (de Reviers 2002). Actualmente está proposto como tendo o nível taxonómico de divisão com o nome Charophyta (Cavalier-Smith 1993, Leliaert et al. 2012, Ruggiero et al. 2015), mas sendo claramente parafilético, não satisfaz os requisitos impostos pela cladística e necessita da ter a sua circunscrição taxonómica alterada.
O agrupamento é muito diversificado, incluindo grupo muito ricos em géneros, como as embriófitas, e grupos muitos isolados e cuja filogenia permanece pouco conhecida. Embora a circunscrição do agrupamento não seja consensual, particularmente à luz da cladística, em geral são incluídos os seguintes taxa:
- Coleochaetales
  - Chaetosphaeridium
  - Coleochaete
- Chlorokybus
- Klebsormidium;
- Zygnematophyceae (algas conjugadas)
  - Zygnematales
  - Desmidiales
- Streptophytina
  - Charales
  - Embryophyta (plantas terrestres)

Numa visão sistemática mais estruturada, em relação ao clado Streptophyta, com circunscrição similar, o agrupamento exclui as Embryophyta e inclui os seguintes grupos:
- Klebsormidiophyceae;
- Phragmoplastophyta;
  - Charophyceae;
  - Mesotaeniaceae;
  - Zygnematophyceae;
    - Zygnematales;
      - Desmidiales;

  - Coleochaetales.

Segundo a base de dados taxonómicos AlgaeBase, este filo inclui as seguintes classes:
- Charophyceae;
- Chlorokybophyceae;
- Coleochaetophyceae;
- Zygnematophyceae;
- Klebsormidiophyceae;
- Mesostigmatophyceae.

### Filogenia
O subgrupo das algas verdes conhecido por carófitas (ou algas carófitas) é considerado à luz dos conhecimentos actuais da filogenia do clado Viridiplantae (as plantas verdes) como um grupo parafilético devido a partilhar um concestor com as chamadas plantas terrestres (as embriófitas), que em geral são excluídas do grupo. O agrupamento, ou, pelo menos, a ordem Charales, é considerada o grupo-irmão das plantas terrestres.
Com base nos resultados obtido pela aplicação das técnicas da biologia molecular, o agrupamento é constituído por 6 grupos monofiléticos relacionados do seguinte modo:
|  |

Apesar de que está difundido sobre a relação de proximidade das algas da ordem Charales com as plantas terrestres, um estudo recente de genómica nuclear permite concluir que são as algas da ordem Zygnematales as filogeneticamente mais próximas. Contudo, outras análises moleculares mostram que ainda não é possível estabelecer relações definitivas e que as plantas terrestres poderiam estar igualmente próximas da ordem Coleochaetales.
Os resultados de uma análise multigenética de ARNr 18S, do plastídeo, mitocondrial, de intrões e sequências do genoma, permitem estabelecer as seguintes relações:
|                | Coleochaetales                                                                |
|                |                                                                               |
| Streptophytina | \| \| Charales \| \| \| \| \| \| Embryophyta (plantas terrestres) \| \| \| \| |
|                | \| \| Charales \| \| \| \| \| \| Embryophyta (plantas terrestres) \| \| \| \| |
|                | Charales                                                                      |
|                |                                                                               |
|                | Embryophyta (plantas terrestres)                                              |
|                |                                                                               |

|  | Charales                         |
|  |                                  |
|  | Embryophyta (plantas terrestres) |
|  |                                  |

|                | Coleochaetales                                                                |
|                |                                                                               |
| Streptophytina | \| \| Charales \| \| \| \| \| \| Embryophyta (plantas terrestres) \| \| \| \| |
|                | \| \| Charales \| \| \| \| \| \| Embryophyta (plantas terrestres) \| \| \| \| |
|                | Charales                                                                      |
|                |                                                                               |
|                | Embryophyta (plantas terrestres)                                              |
|                |                                                                               |

|  | Charales                         |
|  |                                  |
|  | Embryophyta (plantas terrestres) |
|  |                                  |

|                | Coleochaetales                                                                |
|                |                                                                               |
| Streptophytina | \| \| Charales \| \| \| \| \| \| Embryophyta (plantas terrestres) \| \| \| \| |
|                | \| \| Charales \| \| \| \| \| \| Embryophyta (plantas terrestres) \| \| \| \| |
|                | Charales                                                                      |
|                |                                                                               |
|                | Embryophyta (plantas terrestres)                                              |
|                |                                                                               |

|  | Charales                         |
|  |                                  |
|  | Embryophyta (plantas terrestres) |
|  |                                  |

|                | Coleochaetales                                                                |
|                |                                                                               |
| Streptophytina | \| \| Charales \| \| \| \| \| \| Embryophyta (plantas terrestres) \| \| \| \| |
|                | \| \| Charales \| \| \| \| \| \| Embryophyta (plantas terrestres) \| \| \| \| |
|                | Charales                                                                      |
|                |                                                                               |
|                | Embryophyta (plantas terrestres)                                              |
|                |                                                                               |

|  | Charales                         |
|  |                                  |
|  | Embryophyta (plantas terrestres) |
|  |                                  |

|                | Coleochaetales                                                                |
|                |                                                                               |
| Streptophytina | \| \| Charales \| \| \| \| \| \| Embryophyta (plantas terrestres) \| \| \| \| |
|                | \| \| Charales \| \| \| \| \| \| Embryophyta (plantas terrestres) \| \| \| \| |
|                | Charales                                                                      |
|                |                                                                               |
|                | Embryophyta (plantas terrestres)                                              |
|                |                                                                               |

|  | Charales                         |
|  |                                  |
|  | Embryophyta (plantas terrestres) |
|  |                                  |

|                | Coleochaetales                                                                |
|                |                                                                               |
| Streptophytina | \| \| Charales \| \| \| \| \| \| Embryophyta (plantas terrestres) \| \| \| \| |
|                | \| \| Charales \| \| \| \| \| \| Embryophyta (plantas terrestres) \| \| \| \| |
|                | Charales                                                                      |
|                |                                                                               |
|                | Embryophyta (plantas terrestres)                                              |
|                |                                                                               |

|  | Charales                         |
|  |                                  |
|  | Embryophyta (plantas terrestres) |
|  |                                  |

|                | Coleochaetales                                                                |
|                |                                                                               |
| Streptophytina | \| \| Charales \| \| \| \| \| \| Embryophyta (plantas terrestres) \| \| \| \| |
|                | \| \| Charales \| \| \| \| \| \| Embryophyta (plantas terrestres) \| \| \| \| |
|                | Charales                                                                      |
|                |                                                                               |
|                | Embryophyta (plantas terrestres)                                              |
|                |                                                                               |

|  | Charales                         |
|  |                                  |
|  | Embryophyta (plantas terrestres) |
|  |                                  |

|                | Coleochaetales                                                                |
|                |                                                                               |
| Streptophytina | \| \| Charales \| \| \| \| \| \| Embryophyta (plantas terrestres) \| \| \| \| |
|                | \| \| Charales \| \| \| \| \| \| Embryophyta (plantas terrestres) \| \| \| \| |
|                | Charales                                                                      |
|                |                                                                               |
|                | Embryophyta (plantas terrestres)                                              |
|                |                                                                               |

|  | Charales                         |
|  |                                  |
|  | Embryophyta (plantas terrestres) |
|  |                                  |

|                | Coleochaetales                                                                |
|                |                                                                               |
| Streptophytina | \| \| Charales \| \| \| \| \| \| Embryophyta (plantas terrestres) \| \| \| \| |
|                | \| \| Charales \| \| \| \| \| \| Embryophyta (plantas terrestres) \| \| \| \| |
|                | Charales                                                                      |
|                |                                                                               |
|                | Embryophyta (plantas terrestres)                                              |
|                |                                                                               |

|  | Charales                         |
|  |                                  |
|  | Embryophyta (plantas terrestres) |
|  |                                  |

|                | Coleochaetales                                                                |
|                |                                                                               |
| Streptophytina | \| \| Charales \| \| \| \| \| \| Embryophyta (plantas terrestres) \| \| \| \| |
|                | \| \| Charales \| \| \| \| \| \| Embryophyta (plantas terrestres) \| \| \| \| |
|                | Charales                                                                      |
|                |                                                                               |
|                | Embryophyta (plantas terrestres)                                              |
|                |                                                                               |

|  | Charales                         |
|  |                                  |
|  | Embryophyta (plantas terrestres) |
|  |                                  |

|                | Coleochaetales                                                                |
|                |                                                                               |
| Streptophytina | \| \| Charales \| \| \| \| \| \| Embryophyta (plantas terrestres) \| \| \| \| |
|                | \| \| Charales \| \| \| \| \| \| Embryophyta (plantas terrestres) \| \| \| \| |
|                | Charales                                                                      |
|                |                                                                               |
|                | Embryophyta (plantas terrestres)                                              |
|                |                                                                               |

|  | Charales                         |
|  |                                  |
|  | Embryophyta (plantas terrestres) |
|  |                                  |

|                | Coleochaetales                                                                |
|                |                                                                               |
| Streptophytina | \| \| Charales \| \| \| \| \| \| Embryophyta (plantas terrestres) \| \| \| \| |
|                | \| \| Charales \| \| \| \| \| \| Embryophyta (plantas terrestres) \| \| \| \| |
|                | Charales                                                                      |
|                |                                                                               |
|                | Embryophyta (plantas terrestres)                                              |
|                |                                                                               |

|  | Charales                         |
|  |                                  |
|  | Embryophyta (plantas terrestres) |
|  |                                  |

|                | Coleochaetales                                                                |
|                |                                                                               |
| Streptophytina | \| \| Charales \| \| \| \| \| \| Embryophyta (plantas terrestres) \| \| \| \| |
|                | \| \| Charales \| \| \| \| \| \| Embryophyta (plantas terrestres) \| \| \| \| |
|                | Charales                                                                      |
|                |                                                                               |
|                | Embryophyta (plantas terrestres)                                              |
|                |                                                                               |

|  | Charales                         |
|  |                                  |
|  | Embryophyta (plantas terrestres) |
|  |                                  |

|                | Coleochaetales                                                                |
|                |                                                                               |
| Streptophytina | \| \| Charales \| \| \| \| \| \| Embryophyta (plantas terrestres) \| \| \| \| |
|                | \| \| Charales \| \| \| \| \| \| Embryophyta (plantas terrestres) \| \| \| \| |
|                | Charales                                                                      |
|                |                                                                               |
|                | Embryophyta (plantas terrestres)                                              |
|                |                                                                               |

|  | Charales                         |
|  |                                  |
|  | Embryophyta (plantas terrestres) |
|  |                                  |

|                | Coleochaetales                                                                |
|                |                                                                               |
| Streptophytina | \| \| Charales \| \| \| \| \| \| Embryophyta (plantas terrestres) \| \| \| \| |
|                | \| \| Charales \| \| \| \| \| \| Embryophyta (plantas terrestres) \| \| \| \| |
|                | Charales                                                                      |
|                |                                                                               |
|                | Embryophyta (plantas terrestres)                                              |
|                |                                                                               |

|  | Charales                         |
|  |                                  |
|  | Embryophyta (plantas terrestres) |
|  |                                  |

|                | Coleochaetales                                                                |
|                |                                                                               |
| Streptophytina | \| \| Charales \| \| \| \| \| \| Embryophyta (plantas terrestres) \| \| \| \| |
|                | \| \| Charales \| \| \| \| \| \| Embryophyta (plantas terrestres) \| \| \| \| |
|                | Charales                                                                      |
|                |                                                                               |
|                | Embryophyta (plantas terrestres)                                              |
|                |                                                                               |

|  | Charales                         |
|  |                                  |
|  | Embryophyta (plantas terrestres) |
|  |                                  |

Uma outra reconstrução consensual das relações entre os diversos grupos de algas verdes, apoiada essencialmente em dados obtidos por estudos de biologia molecular, conduz ao seguinte cladograma:
|  | Mesostigmatophyceae                                               |
|  |                                                                   |
|  | \| \| Spirotaenia \| \| \| \| \| \| Chlorokybophyceae \| \| \| \| |
|  |                                                                   |
|  | Spirotaenia                                                       |
|  |                                                                   |
|  | Chlorokybophyceae                                                 |
|  |                                                                   |

|  | Spirotaenia       |
|  |                   |
|  | Chlorokybophyceae |
|  |                   |

|  | \| \| Zygnematophyceae \| \| \| \| \| \| Mesotaeniaceae \| \| \| \| |
|  |                                                                     |
|  | Embryophyta (plantas terrestres)                                    |
|  |                                                                     |
|  | Zygnematophyceae                                                    |
|  |                                                                     |
|  | Mesotaeniaceae                                                      |
|  |                                                                     |

|  | Zygnematophyceae |
|  |                  |
|  | Mesotaeniaceae   |
|  |                  |

|  | \| \| Zygnematophyceae \| \| \| \| \| \| Mesotaeniaceae \| \| \| \| |
|  |                                                                     |
|  | Embryophyta (plantas terrestres)                                    |
|  |                                                                     |
|  | Zygnematophyceae                                                    |
|  |                                                                     |
|  | Mesotaeniaceae                                                      |
|  |                                                                     |

|  | Zygnematophyceae |
|  |                  |
|  | Mesotaeniaceae   |
|  |                  |

|  | \| \| Zygnematophyceae \| \| \| \| \| \| Mesotaeniaceae \| \| \| \| |
|  |                                                                     |
|  | Embryophyta (plantas terrestres)                                    |
|  |                                                                     |
|  | Zygnematophyceae                                                    |
|  |                                                                     |
|  | Mesotaeniaceae                                                      |
|  |                                                                     |

|  | Zygnematophyceae |
|  |                  |
|  | Mesotaeniaceae   |
|  |                  |

|  | \| \| Zygnematophyceae \| \| \| \| \| \| Mesotaeniaceae \| \| \| \| |
|  |                                                                     |
|  | Embryophyta (plantas terrestres)                                    |
|  |                                                                     |
|  | Zygnematophyceae                                                    |
|  |                                                                     |
|  | Mesotaeniaceae                                                      |
|  |                                                                     |

|  | Zygnematophyceae |
|  |                  |
|  | Mesotaeniaceae   |
|  |                  |

|  | \| \| Zygnematophyceae \| \| \| \| \| \| Mesotaeniaceae \| \| \| \| |
|  |                                                                     |
|  | Embryophyta (plantas terrestres)                                    |
|  |                                                                     |
|  | Zygnematophyceae                                                    |
|  |                                                                     |
|  | Mesotaeniaceae                                                      |
|  |                                                                     |

|  | Zygnematophyceae |
|  |                  |
|  | Mesotaeniaceae   |
|  |                  |

|  | \| \| Zygnematophyceae \| \| \| \| \| \| Mesotaeniaceae \| \| \| \| |
|  |                                                                     |
|  | Embryophyta (plantas terrestres)                                    |
|  |                                                                     |
|  | Zygnematophyceae                                                    |
|  |                                                                     |
|  | Mesotaeniaceae                                                      |
|  |                                                                     |

|  | Zygnematophyceae |
|  |                  |
|  | Mesotaeniaceae   |
|  |                  |

|  | \| \| Zygnematophyceae \| \| \| \| \| \| Mesotaeniaceae \| \| \| \| |
|  |                                                                     |
|  | Embryophyta (plantas terrestres)                                    |
|  |                                                                     |
|  | Zygnematophyceae                                                    |
|  |                                                                     |
|  | Mesotaeniaceae                                                      |
|  |                                                                     |

|  | Zygnematophyceae |
|  |                  |
|  | Mesotaeniaceae   |
|  |                  |

|  | \| \| Zygnematophyceae \| \| \| \| \| \| Mesotaeniaceae \| \| \| \| |
|  |                                                                     |
|  | Embryophyta (plantas terrestres)                                    |
|  |                                                                     |
|  | Zygnematophyceae                                                    |
|  |                                                                     |
|  | Mesotaeniaceae                                                      |
|  |                                                                     |

|  | Zygnematophyceae |
|  |                  |
|  | Mesotaeniaceae   |
|  |                  |

|  | \| \| Zygnematophyceae \| \| \| \| \| \| Mesotaeniaceae \| \| \| \| |
|  |                                                                     |
|  | Embryophyta (plantas terrestres)                                    |
|  |                                                                     |
|  | Zygnematophyceae                                                    |
|  |                                                                     |
|  | Mesotaeniaceae                                                      |
|  |                                                                     |

|  | Zygnematophyceae |
|  |                  |
|  | Mesotaeniaceae   |
|  |                  |

|  | \| \| Zygnematophyceae \| \| \| \| \| \| Mesotaeniaceae \| \| \| \| |
|  |                                                                     |
|  | Embryophyta (plantas terrestres)                                    |
|  |                                                                     |
|  | Zygnematophyceae                                                    |
|  |                                                                     |
|  | Mesotaeniaceae                                                      |
|  |                                                                     |

|  | Zygnematophyceae |
|  |                  |
|  | Mesotaeniaceae   |
|  |                  |

|  | \| \| Zygnematophyceae \| \| \| \| \| \| Mesotaeniaceae \| \| \| \| |
|  |                                                                     |
|  | Embryophyta (plantas terrestres)                                    |
|  |                                                                     |
|  | Zygnematophyceae                                                    |
|  |                                                                     |
|  | Mesotaeniaceae                                                      |
|  |                                                                     |

|  | Zygnematophyceae |
|  |                  |
|  | Mesotaeniaceae   |
|  |                  |

|  | \| \| Zygnematophyceae \| \| \| \| \| \| Mesotaeniaceae \| \| \| \| |
|  |                                                                     |
|  | Embryophyta (plantas terrestres)                                    |
|  |                                                                     |
|  | Zygnematophyceae                                                    |
|  |                                                                     |
|  | Mesotaeniaceae                                                      |
|  |                                                                     |

|  | Zygnematophyceae |
|  |                  |
|  | Mesotaeniaceae   |
|  |                  |

|  | \| \| Zygnematophyceae \| \| \| \| \| \| Mesotaeniaceae \| \| \| \| |
|  |                                                                     |
|  | Embryophyta (plantas terrestres)                                    |
|  |                                                                     |
|  | Zygnematophyceae                                                    |
|  |                                                                     |
|  | Mesotaeniaceae                                                      |
|  |                                                                     |

|  | Zygnematophyceae |
|  |                  |
|  | Mesotaeniaceae   |
|  |                  |

|  | \| \| Zygnematophyceae \| \| \| \| \| \| Mesotaeniaceae \| \| \| \| |
|  |                                                                     |
|  | Embryophyta (plantas terrestres)                                    |
|  |                                                                     |
|  | Zygnematophyceae                                                    |
|  |                                                                     |
|  | Mesotaeniaceae                                                      |
|  |                                                                     |

|  | Zygnematophyceae |
|  |                  |
|  | Mesotaeniaceae   |
|  |                  |

|  | \| \| Zygnematophyceae \| \| \| \| \| \| Mesotaeniaceae \| \| \| \| |
|  |                                                                     |
|  | Embryophyta (plantas terrestres)                                    |
|  |                                                                     |
|  | Zygnematophyceae                                                    |
|  |                                                                     |
|  | Mesotaeniaceae                                                      |
|  |                                                                     |

|  | Zygnematophyceae |
|  |                  |
|  | Mesotaeniaceae   |
|  |                  |

|  | \| \| Zygnematophyceae \| \| \| \| \| \| Mesotaeniaceae \| \| \| \| |
|  |                                                                     |
|  | Embryophyta (plantas terrestres)                                    |
|  |                                                                     |
|  | Zygnematophyceae                                                    |
|  |                                                                     |
|  | Mesotaeniaceae                                                      |
|  |                                                                     |

|  | Zygnematophyceae |
|  |                  |
|  | Mesotaeniaceae   |
|  |                  |

|  | \| \| Zygnematophyceae \| \| \| \| \| \| Mesotaeniaceae \| \| \| \| |
|  |                                                                     |
|  | Embryophyta (plantas terrestres)                                    |
|  |                                                                     |
|  | Zygnematophyceae                                                    |
|  |                                                                     |
|  | Mesotaeniaceae                                                      |
|  |                                                                     |

|  | Zygnematophyceae |
|  |                  |
|  | Mesotaeniaceae   |
|  |                  |

|  | \| \| Zygnematophyceae \| \| \| \| \| \| Mesotaeniaceae \| \| \| \| |
|  |                                                                     |
|  | Embryophyta (plantas terrestres)                                    |
|  |                                                                     |
|  | Zygnematophyceae                                                    |
|  |                                                                     |
|  | Mesotaeniaceae                                                      |
|  |                                                                     |

|  | Zygnematophyceae |
|  |                  |
|  | Mesotaeniaceae   |
|  |                  |

|  | \| \| Zygnematophyceae \| \| \| \| \| \| Mesotaeniaceae \| \| \| \| |
|  |                                                                     |
|  | Embryophyta (plantas terrestres)                                    |
|  |                                                                     |
|  | Zygnematophyceae                                                    |
|  |                                                                     |
|  | Mesotaeniaceae                                                      |
|  |                                                                     |

|  | Zygnematophyceae |
|  |                  |
|  | Mesotaeniaceae   |
|  |                  |

|  | \| \| Zygnematophyceae \| \| \| \| \| \| Mesotaeniaceae \| \| \| \| |
|  |                                                                     |
|  | Embryophyta (plantas terrestres)                                    |
|  |                                                                     |
|  | Zygnematophyceae                                                    |
|  |                                                                     |
|  | Mesotaeniaceae                                                      |
|  |                                                                     |

|  | Zygnematophyceae |
|  |                  |
|  | Mesotaeniaceae   |
|  |                  |

|  | \| \| Zygnematophyceae \| \| \| \| \| \| Mesotaeniaceae \| \| \| \| |
|  |                                                                     |
|  | Embryophyta (plantas terrestres)                                    |
|  |                                                                     |
|  | Zygnematophyceae                                                    |
|  |                                                                     |
|  | Mesotaeniaceae                                                      |
|  |                                                                     |

|  | Zygnematophyceae |
|  |                  |
|  | Mesotaeniaceae   |
|  |                  |

|  | \| \| Zygnematophyceae \| \| \| \| \| \| Mesotaeniaceae \| \| \| \| |
|  |                                                                     |
|  | Embryophyta (plantas terrestres)                                    |
|  |                                                                     |
|  | Zygnematophyceae                                                    |
|  |                                                                     |
|  | Mesotaeniaceae                                                      |
|  |                                                                     |

|  | Zygnematophyceae |
|  |                  |
|  | Mesotaeniaceae   |
|  |                  |

|  | \| \| Zygnematophyceae \| \| \| \| \| \| Mesotaeniaceae \| \| \| \| |
|  |                                                                     |
|  | Embryophyta (plantas terrestres)                                    |
|  |                                                                     |
|  | Zygnematophyceae                                                    |
|  |                                                                     |
|  | Mesotaeniaceae                                                      |
|  |                                                                     |

|  | Zygnematophyceae |
|  |                  |
|  | Mesotaeniaceae   |
|  |                  |

|  | \| \| Zygnematophyceae \| \| \| \| \| \| Mesotaeniaceae \| \| \| \| |
|  |                                                                     |
|  | Embryophyta (plantas terrestres)                                    |
|  |                                                                     |
|  | Zygnematophyceae                                                    |
|  |                                                                     |
|  | Mesotaeniaceae                                                      |
|  |                                                                     |

|  | Zygnematophyceae |
|  |                  |
|  | Mesotaeniaceae   |
|  |                  |

|  | \| \| Zygnematophyceae \| \| \| \| \| \| Mesotaeniaceae \| \| \| \| |
|  |                                                                     |
|  | Embryophyta (plantas terrestres)                                    |
|  |                                                                     |
|  | Zygnematophyceae                                                    |
|  |                                                                     |
|  | Mesotaeniaceae                                                      |
|  |                                                                     |

|  | Zygnematophyceae |
|  |                  |
|  | Mesotaeniaceae   |
|  |                  |

|  | \| \| Zygnematophyceae \| \| \| \| \| \| Mesotaeniaceae \| \| \| \| |
|  |                                                                     |
|  | Embryophyta (plantas terrestres)                                    |
|  |                                                                     |
|  | Zygnematophyceae                                                    |
|  |                                                                     |
|  | Mesotaeniaceae                                                      |
|  |                                                                     |

|  | Zygnematophyceae |
|  |                  |
|  | Mesotaeniaceae   |
|  |                  |

|  | \| \| Zygnematophyceae \| \| \| \| \| \| Mesotaeniaceae \| \| \| \| |
|  |                                                                     |
|  | Embryophyta (plantas terrestres)                                    |
|  |                                                                     |
|  | Zygnematophyceae                                                    |
|  |                                                                     |
|  | Mesotaeniaceae                                                      |
|  |                                                                     |

|  | Zygnematophyceae |
|  |                  |
|  | Mesotaeniaceae   |
|  |                  |

|  | \| \| Zygnematophyceae \| \| \| \| \| \| Mesotaeniaceae \| \| \| \| |
|  |                                                                     |
|  | Embryophyta (plantas terrestres)                                    |
|  |                                                                     |
|  | Zygnematophyceae                                                    |
|  |                                                                     |
|  | Mesotaeniaceae                                                      |
|  |                                                                     |

|  | Zygnematophyceae |
|  |                  |
|  | Mesotaeniaceae   |
|  |                  |

|  | \| \| Zygnematophyceae \| \| \| \| \| \| Mesotaeniaceae \| \| \| \| |
|  |                                                                     |
|  | Embryophyta (plantas terrestres)                                    |
|  |                                                                     |
|  | Zygnematophyceae                                                    |
|  |                                                                     |
|  | Mesotaeniaceae                                                      |
|  |                                                                     |

|  | Zygnematophyceae |
|  |                  |
|  | Mesotaeniaceae   |
|  |                  |

|  | \| \| Zygnematophyceae \| \| \| \| \| \| Mesotaeniaceae \| \| \| \| |
|  |                                                                     |
|  | Embryophyta (plantas terrestres)                                    |
|  |                                                                     |
|  | Zygnematophyceae                                                    |
|  |                                                                     |
|  | Mesotaeniaceae                                                      |
|  |                                                                     |

|  | Zygnematophyceae |
|  |                  |
|  | Mesotaeniaceae   |
|  |                  |

|  | \| \| Zygnematophyceae \| \| \| \| \| \| Mesotaeniaceae \| \| \| \| |
|  |                                                                     |
|  | Embryophyta (plantas terrestres)                                    |
|  |                                                                     |
|  | Zygnematophyceae                                                    |
|  |                                                                     |
|  | Mesotaeniaceae                                                      |
|  |                                                                     |

|  | Zygnematophyceae |
|  |                  |
|  | Mesotaeniaceae   |
|  |                  |

|  | \| \| Zygnematophyceae \| \| \| \| \| \| Mesotaeniaceae \| \| \| \| |
|  |                                                                     |
|  | Embryophyta (plantas terrestres)                                    |
|  |                                                                     |
|  | Zygnematophyceae                                                    |
|  |                                                                     |
|  | Mesotaeniaceae                                                      |
|  |                                                                     |

|  | Zygnematophyceae |
|  |                  |
|  | Mesotaeniaceae   |
|  |                  |

|  | Mesostigmatophyceae                                               |
|  |                                                                   |
|  | \| \| Spirotaenia \| \| \| \| \| \| Chlorokybophyceae \| \| \| \| |
|  |                                                                   |
|  | Spirotaenia                                                       |
|  |                                                                   |
|  | Chlorokybophyceae                                                 |
|  |                                                                   |

|  | Spirotaenia       |
|  |                   |
|  | Chlorokybophyceae |
|  |                   |

|  | \| \| Zygnematophyceae \| \| \| \| \| \| Mesotaeniaceae \| \| \| \| |
|  |                                                                     |
|  | Embryophyta (plantas terrestres)                                    |
|  |                                                                     |
|  | Zygnematophyceae                                                    |
|  |                                                                     |
|  | Mesotaeniaceae                                                      |
|  |                                                                     |

|  | Zygnematophyceae |
|  |                  |
|  | Mesotaeniaceae   |
|  |                  |

|  | \| \| Zygnematophyceae \| \| \| \| \| \| Mesotaeniaceae \| \| \| \| |
|  |                                                                     |
|  | Embryophyta (plantas terrestres)                                    |
|  |                                                                     |
|  | Zygnematophyceae                                                    |
|  |                                                                     |
|  | Mesotaeniaceae                                                      |
|  |                                                                     |

|  | Zygnematophyceae |
|  |                  |
|  | Mesotaeniaceae   |
|  |                  |

|  | \| \| Zygnematophyceae \| \| \| \| \| \| Mesotaeniaceae \| \| \| \| |
|  |                                                                     |
|  | Embryophyta (plantas terrestres)                                    |
|  |                                                                     |
|  | Zygnematophyceae                                                    |
|  |                                                                     |
|  | Mesotaeniaceae                                                      |
|  |                                                                     |

|  | Zygnematophyceae |
|  |                  |
|  | Mesotaeniaceae   |
|  |                  |

|  | \| \| Zygnematophyceae \| \| \| \| \| \| Mesotaeniaceae \| \| \| \| |
|  |                                                                     |
|  | Embryophyta (plantas terrestres)                                    |
|  |                                                                     |
|  | Zygnematophyceae                                                    |
|  |                                                                     |
|  | Mesotaeniaceae                                                      |
|  |                                                                     |

|  | Zygnematophyceae |
|  |                  |
|  | Mesotaeniaceae   |
|  |                  |

|  | \| \| Zygnematophyceae \| \| \| \| \| \| Mesotaeniaceae \| \| \| \| |
|  |                                                                     |
|  | Embryophyta (plantas terrestres)                                    |
|  |                                                                     |
|  | Zygnematophyceae                                                    |
|  |                                                                     |
|  | Mesotaeniaceae                                                      |
|  |                                                                     |

|  | Zygnematophyceae |
|  |                  |
|  | Mesotaeniaceae   |
|  |                  |

|  | \| \| Zygnematophyceae \| \| \| \| \| \| Mesotaeniaceae \| \| \| \| |
|  |                                                                     |
|  | Embryophyta (plantas terrestres)                                    |
|  |                                                                     |
|  | Zygnematophyceae                                                    |
|  |                                                                     |
|  | Mesotaeniaceae                                                      |
|  |                                                                     |

|  | Zygnematophyceae |
|  |                  |
|  | Mesotaeniaceae   |
|  |                  |

|  | \| \| Zygnematophyceae \| \| \| \| \| \| Mesotaeniaceae \| \| \| \| |
|  |                                                                     |
|  | Embryophyta (plantas terrestres)                                    |
|  |                                                                     |
|  | Zygnematophyceae                                                    |
|  |                                                                     |
|  | Mesotaeniaceae                                                      |
|  |                                                                     |

|  | Zygnematophyceae |
|  |                  |
|  | Mesotaeniaceae   |
|  |                  |

|  | \| \| Zygnematophyceae \| \| \| \| \| \| Mesotaeniaceae \| \| \| \| |
|  |                                                                     |
|  | Embryophyta (plantas terrestres)                                    |
|  |                                                                     |
|  | Zygnematophyceae                                                    |
|  |                                                                     |
|  | Mesotaeniaceae                                                      |
|  |                                                                     |

|  | Zygnematophyceae |
|  |                  |
|  | Mesotaeniaceae   |
|  |                  |

|  | \| \| Zygnematophyceae \| \| \| \| \| \| Mesotaeniaceae \| \| \| \| |
|  |                                                                     |
|  | Embryophyta (plantas terrestres)                                    |
|  |                                                                     |
|  | Zygnematophyceae                                                    |
|  |                                                                     |
|  | Mesotaeniaceae                                                      |
|  |                                                                     |

|  | Zygnematophyceae |
|  |                  |
|  | Mesotaeniaceae   |
|  |                  |

|  | \| \| Zygnematophyceae \| \| \| \| \| \| Mesotaeniaceae \| \| \| \| |
|  |                                                                     |
|  | Embryophyta (plantas terrestres)                                    |
|  |                                                                     |
|  | Zygnematophyceae                                                    |
|  |                                                                     |
|  | Mesotaeniaceae                                                      |
|  |                                                                     |

|  | Zygnematophyceae |
|  |                  |
|  | Mesotaeniaceae   |
|  |                  |

|  | \| \| Zygnematophyceae \| \| \| \| \| \| Mesotaeniaceae \| \| \| \| |
|  |                                                                     |
|  | Embryophyta (plantas terrestres)                                    |
|  |                                                                     |
|  | Zygnematophyceae                                                    |
|  |                                                                     |
|  | Mesotaeniaceae                                                      |
|  |                                                                     |

|  | Zygnematophyceae |
|  |                  |
|  | Mesotaeniaceae   |
|  |                  |

|  | \| \| Zygnematophyceae \| \| \| \| \| \| Mesotaeniaceae \| \| \| \| |
|  |                                                                     |
|  | Embryophyta (plantas terrestres)                                    |
|  |                                                                     |
|  | Zygnematophyceae                                                    |
|  |                                                                     |
|  | Mesotaeniaceae                                                      |
|  |                                                                     |

|  | Zygnematophyceae |
|  |                  |
|  | Mesotaeniaceae   |
|  |                  |

|  | \| \| Zygnematophyceae \| \| \| \| \| \| Mesotaeniaceae \| \| \| \| |
|  |                                                                     |
|  | Embryophyta (plantas terrestres)                                    |
|  |                                                                     |
|  | Zygnematophyceae                                                    |
|  |                                                                     |
|  | Mesotaeniaceae                                                      |
|  |                                                                     |

|  | Zygnematophyceae |
|  |                  |
|  | Mesotaeniaceae   |
|  |                  |

|  | \| \| Zygnematophyceae \| \| \| \| \| \| Mesotaeniaceae \| \| \| \| |
|  |                                                                     |
|  | Embryophyta (plantas terrestres)                                    |
|  |                                                                     |
|  | Zygnematophyceae                                                    |
|  |                                                                     |
|  | Mesotaeniaceae                                                      |
|  |                                                                     |

|  | Zygnematophyceae |
|  |                  |
|  | Mesotaeniaceae   |
|  |                  |

|  | \| \| Zygnematophyceae \| \| \| \| \| \| Mesotaeniaceae \| \| \| \| |
|  |                                                                     |
|  | Embryophyta (plantas terrestres)                                    |
|  |                                                                     |
|  | Zygnematophyceae                                                    |
|  |                                                                     |
|  | Mesotaeniaceae                                                      |
|  |                                                                     |

|  | Zygnematophyceae |
|  |                  |
|  | Mesotaeniaceae   |
|  |                  |

|  | \| \| Zygnematophyceae \| \| \| \| \| \| Mesotaeniaceae \| \| \| \| |
|  |                                                                     |
|  | Embryophyta (plantas terrestres)                                    |
|  |                                                                     |
|  | Zygnematophyceae                                                    |
|  |                                                                     |
|  | Mesotaeniaceae                                                      |
|  |                                                                     |

|  | Zygnematophyceae |
|  |                  |
|  | Mesotaeniaceae   |
|  |                  |

|  | \| \| Zygnematophyceae \| \| \| \| \| \| Mesotaeniaceae \| \| \| \| |
|  |                                                                     |
|  | Embryophyta (plantas terrestres)                                    |
|  |                                                                     |
|  | Zygnematophyceae                                                    |
|  |                                                                     |
|  | Mesotaeniaceae                                                      |
|  |                                                                     |

|  | Zygnematophyceae |
|  |                  |
|  | Mesotaeniaceae   |
|  |                  |

|  | \| \| Zygnematophyceae \| \| \| \| \| \| Mesotaeniaceae \| \| \| \| |
|  |                                                                     |
|  | Embryophyta (plantas terrestres)                                    |
|  |                                                                     |
|  | Zygnematophyceae                                                    |
|  |                                                                     |
|  | Mesotaeniaceae                                                      |
|  |                                                                     |

|  | Zygnematophyceae |
|  |                  |
|  | Mesotaeniaceae   |
|  |                  |

|  | \| \| Zygnematophyceae \| \| \| \| \| \| Mesotaeniaceae \| \| \| \| |
|  |                                                                     |
|  | Embryophyta (plantas terrestres)                                    |
|  |                                                                     |
|  | Zygnematophyceae                                                    |
|  |                                                                     |
|  | Mesotaeniaceae                                                      |
|  |                                                                     |

|  | Zygnematophyceae |
|  |                  |
|  | Mesotaeniaceae   |
|  |                  |

|  | \| \| Zygnematophyceae \| \| \| \| \| \| Mesotaeniaceae \| \| \| \| |
|  |                                                                     |
|  | Embryophyta (plantas terrestres)                                    |
|  |                                                                     |
|  | Zygnematophyceae                                                    |
|  |                                                                     |
|  | Mesotaeniaceae                                                      |
|  |                                                                     |

|  | Zygnematophyceae |
|  |                  |
|  | Mesotaeniaceae   |
|  |                  |

|  | \| \| Zygnematophyceae \| \| \| \| \| \| Mesotaeniaceae \| \| \| \| |
|  |                                                                     |
|  | Embryophyta (plantas terrestres)                                    |
|  |                                                                     |
|  | Zygnematophyceae                                                    |
|  |                                                                     |
|  | Mesotaeniaceae                                                      |
|  |                                                                     |

|  | Zygnematophyceae |
|  |                  |
|  | Mesotaeniaceae   |
|  |                  |

|  | \| \| Zygnematophyceae \| \| \| \| \| \| Mesotaeniaceae \| \| \| \| |
|  |                                                                     |
|  | Embryophyta (plantas terrestres)                                    |
|  |                                                                     |
|  | Zygnematophyceae                                                    |
|  |                                                                     |
|  | Mesotaeniaceae                                                      |
|  |                                                                     |

|  | Zygnematophyceae |
|  |                  |
|  | Mesotaeniaceae   |
|  |                  |

|  | \| \| Zygnematophyceae \| \| \| \| \| \| Mesotaeniaceae \| \| \| \| |
|  |                                                                     |
|  | Embryophyta (plantas terrestres)                                    |
|  |                                                                     |
|  | Zygnematophyceae                                                    |
|  |                                                                     |
|  | Mesotaeniaceae                                                      |
|  |                                                                     |

|  | Zygnematophyceae |
|  |                  |
|  | Mesotaeniaceae   |
|  |                  |

|  | \| \| Zygnematophyceae \| \| \| \| \| \| Mesotaeniaceae \| \| \| \| |
|  |                                                                     |
|  | Embryophyta (plantas terrestres)                                    |
|  |                                                                     |
|  | Zygnematophyceae                                                    |
|  |                                                                     |
|  | Mesotaeniaceae                                                      |
|  |                                                                     |

|  | Zygnematophyceae |
|  |                  |
|  | Mesotaeniaceae   |
|  |                  |

|  | \| \| Zygnematophyceae \| \| \| \| \| \| Mesotaeniaceae \| \| \| \| |
|  |                                                                     |
|  | Embryophyta (plantas terrestres)                                    |
|  |                                                                     |
|  | Zygnematophyceae                                                    |
|  |                                                                     |
|  | Mesotaeniaceae                                                      |
|  |                                                                     |

|  | Zygnematophyceae |
|  |                  |
|  | Mesotaeniaceae   |
|  |                  |

|  | \| \| Zygnematophyceae \| \| \| \| \| \| Mesotaeniaceae \| \| \| \| |
|  |                                                                     |
|  | Embryophyta (plantas terrestres)                                    |
|  |                                                                     |
|  | Zygnematophyceae                                                    |
|  |                                                                     |
|  | Mesotaeniaceae                                                      |
|  |                                                                     |

|  | Zygnematophyceae |
|  |                  |
|  | Mesotaeniaceae   |
|  |                  |

|  | \| \| Zygnematophyceae \| \| \| \| \| \| Mesotaeniaceae \| \| \| \| |
|  |                                                                     |
|  | Embryophyta (plantas terrestres)                                    |
|  |                                                                     |
|  | Zygnematophyceae                                                    |
|  |                                                                     |
|  | Mesotaeniaceae                                                      |
|  |                                                                     |

|  | Zygnematophyceae |
|  |                  |
|  | Mesotaeniaceae   |
|  |                  |

|  | \| \| Zygnematophyceae \| \| \| \| \| \| Mesotaeniaceae \| \| \| \| |
|  |                                                                     |
|  | Embryophyta (plantas terrestres)                                    |
|  |                                                                     |
|  | Zygnematophyceae                                                    |
|  |                                                                     |
|  | Mesotaeniaceae                                                      |
|  |                                                                     |

|  | Zygnematophyceae |
|  |                  |
|  | Mesotaeniaceae   |
|  |                  |

|  | \| \| Zygnematophyceae \| \| \| \| \| \| Mesotaeniaceae \| \| \| \| |
|  |                                                                     |
|  | Embryophyta (plantas terrestres)                                    |
|  |                                                                     |
|  | Zygnematophyceae                                                    |
|  |                                                                     |
|  | Mesotaeniaceae                                                      |
|  |                                                                     |

|  | Zygnematophyceae |
|  |                  |
|  | Mesotaeniaceae   |
|  |                  |

|  | \| \| Zygnematophyceae \| \| \| \| \| \| Mesotaeniaceae \| \| \| \| |
|  |                                                                     |
|  | Embryophyta (plantas terrestres)                                    |
|  |                                                                     |
|  | Zygnematophyceae                                                    |
|  |                                                                     |
|  | Mesotaeniaceae                                                      |
|  |                                                                     |

|  | Zygnematophyceae |
|  |                  |
|  | Mesotaeniaceae   |
|  |                  |

|  | \| \| Zygnematophyceae \| \| \| \| \| \| Mesotaeniaceae \| \| \| \| |
|  |                                                                     |
|  | Embryophyta (plantas terrestres)                                    |
|  |                                                                     |
|  | Zygnematophyceae                                                    |
|  |                                                                     |
|  | Mesotaeniaceae                                                      |
|  |                                                                     |

|  | Zygnematophyceae |
|  |                  |
|  | Mesotaeniaceae   |
|  |                  |

|  | \| \| Zygnematophyceae \| \| \| \| \| \| Mesotaeniaceae \| \| \| \| |
|  |                                                                     |
|  | Embryophyta (plantas terrestres)                                    |
|  |                                                                     |
|  | Zygnematophyceae                                                    |
|  |                                                                     |
|  | Mesotaeniaceae                                                      |
|  |                                                                     |

|  | Zygnematophyceae |
|  |                  |
|  | Mesotaeniaceae   |
|  |                  |

A filogenia apresentada não é inteiramente consensual, mas é a que reune maior consenso. A colocação das algas verdes basais  (Mesostigmatophyceae, Spirotaenia e Chlorokybophyceae) é mais convencional quando inserida na base das estreptófitas.